# وربووتس (ناحیه زنویمو)
وربووتس (به چکی: Vrbovec) یک منطقهٔ مسکونی در جمهوری چک است که در ناحیه زنویمو واقع شده‌است. وربووتس ۱۹٫۵۶ کیلومتر مربع مساحت و ۱٬۱۵۷ نفر جمعیت دارد و ۲۱۵ متر بالاتر از سطح دریا واقع شده‌است.